# Masona infuscata
Masona infuscata är en stekelart som beskrevs av Van Achterberg 1995. Masona infuscata ingår i släktet Masona och familjen bracksteklar. Inga underarter finns listade i Catalogue of Life.